# Королёв, Дмитрий Дмитриевич (министр)
Дмитрий Дмитриевич Королёв (1912 — 2006) — советский хозяйственный, государственный и политический деятель, доктор экономических наук, профессор.

## Биография
Родился в 1912 году. Член ВКП(б).
С 1932 года — на хозяйственной, общественной и политической работе. В 1932—1997 гг. — председатель Костинского сельсовета, в РККА, в Государственном комитете обороны СССР, в СНК СССР, заведующий Секретариатом заместителя председателя СМ СССР, член, заместитель председателя Бюро по пищевой промышленности при СМ СССР, заместитель министра промышленности продовольственных товаров СССР, председатель СНХ Краснодарского экономического административного района, министр торговли РСФСР, 1-й заместитель министра торговли РСФСР, начальник цеха картофелепродуктов и пищеконцентратов, заместитель генерального директора Производственного объединения «Колосс» Росглавчайдиетпродукта Министерства пищевой промышленности РСФСР — Акционерного общества «Московский экспериментальный комбинат пищевых продуктов „Колосс“».
Создал и возглавил кафедру продуктов длительного хранения в Государственной академии пищевых производств. Избирался депутатом Верховного Совета РСФСР 5-го созыва.
Умер в Москве в 2006 году.